# Isabelle Bril
Isabelle Bril (* 20. Jahrhundert) ist eine französische Sprachwissenschaftlerin. Sie ist bekannt für ihre Arbeiten über die Sprachen Neukaledoniens und die Sprache der Amis von Formosa sowie für ihre Beiträge zu mehreren Sachverhalten der allgemeinen Linguistik: Koordination und Subordination, komplexe Prädikate, reziproke und mittlere Diathese, Numerus und Valenz.

## Leben
Bril schloss ihr Studium 1977 ab und arbeitete anschließend zwischen 1978 und 1993 als Englischlehrerin. Zwischen 1998 und 2001 war sie Assistenzprofessorin (Maître de Conférences) an der Universität Tours. Sie promovierte 1995 in Paris und habilitierte sich 2005.
2014 wurde sie zum Mitglied der Academia Europaea gewählt. Außerdem unterrichtet sie seit 2014 an der École pratique des hautes études, wo ihre Seminare die Themen „Linguistische Typologie“ und „Typologie und Entwicklung der austronesischen Sprachen“ behandeln, Diese Tätigkeit wird auch nach 2021 als emeritiertes Mitglied fortgesetzt.
Von 2014 bis 2018 war sie Direktorin der Forschungsföderation „Typologie et Universaux Linguistiques“ des Centre national de la recherche scientifique, die die in Frankreich durchgeführten typologischen Forschungen international bekannt machen soll.
Sie ist seit 2017 Forscherin am Centre national de la recherche scientifique (LACITO)
2023 wurde Bril Vorsitzende des Vorstands der Société de Linguistique de Paris, nachdem sie 2021 und 2022 bereits stellvertretende Vorsitzende war.
Bril ist Mitglied der Académie des langues kanak, die für die Förderung der in Neukaledonien gesprochenen Kanak-Sprachen zuständig ist. Sie hat ihr Wissen auch in den Dienst der Délégation à l’Outre-Mer gestellt.

## Werke
Brils Forschung stützt sich auf linguistische Feldforschung. Auf arealer Ebene befasst sie sich mit austronesischen Sprachen: Kanak-Sprachen (ozeanische Sprachen) aus Neukaledonien und Formosa-Sprachen (insbesondere: Sprache der Amis). Sie veröffentlicht ein Wörterbuch und eine Grammatik des Nêlêmwa-Nixumwak. Sie ist außerdem Spezialistin für Yuanga-Zuanga.
Auf thematischer Ebene leistet sie einen Beitrag zu mehreren Problemstellungen der allgemeinen Linguistik: Koordination und Subordination, komplexe Prädikate, reziproke und mittlere (middle constructions) Prädikate, Numerus und Valenz.
Zu Brils Beiträgen gehört auch ihr Beitrag zur Reflexion über die Sprachpolitik, insbesondere in Bezug auf Regionalsprachen.

## Veröffentlichungen
- Lexical restrictions on grammatical relations in voice constructions (Northern Amis). In: STUF Language Typology and Universals. 75. Jahrgang, Nr. 1, 2022, S. 21–71 (englisch).
- mit Françoise Ozanne-Rivierre (Hrsg.): Complex predicates in Oceanic languages: Studies in the dynamics of binding and boundness. De Gruyter Mouton, Berlin / Boston 2004, ISBN 978-2-7584-0020-2.
- Le nêlêmwa (Nouvelle-Calédonie): Analyse syntaxique et sémantique (= SELAF LCP 16). Peeters, Leuven / Paris 2002.
- Dictionnaire nêlêmwa-nixumwak - français - anglais (Nouvelle-Calédonie) (= SELAF Nr. 383 = Langues et Cultures du Pacifique 14). Peeters, Paris 2000.